# An International Marriage
An International Marriage is een Amerikaanse filmkomedie uit 1916 onder regie van Frank Lloyd.

## Verhaal
De New Yorkse miljonairsdochter Florence Brent wil trouwen met een Europese hertog. Zijn vader wil pas instemmen met het huwelijk, als Florence eerst een adellijke titel krijgt. Florence trouwt dus met een graaf om daarna weer meteen van hem te scheiden. Na de bruiloft komt ze erachter dat de hertog eigenlijk al getrouwd is. Vervolgens krijgt de graaf bezoek van haar Amerikaanse liefje. Hij verklaart met een pistool in de hand dat hij met Florence wil trouwen. Ze besluit dan maar met haar liefje terug te keren naar New York.

## Rolverdeling
| Acteur           | Personage             |
| ---------------- | --------------------- |
| Rita Jolivet     | Florence Brent        |
| Marc B. Robbins  | Bennington Brent      |
| Elliott Dexter   | John Oglesby          |
| Grace Carlyle    | Eleanor Williamson    |
| Olive White      | Mevrouw Williamson    |
| Courtenay Foote  | Hertog van Burritz    |
| Page Peters      | Graaf Janefski        |
| Herbert Standing | Aartshertog Ferdinand |
| Adelaide Woods   | Agnes Sotherton       |
| Jean Woodbury    | Aartshertogin         |